# Bobslæde under vinter-OL 2022 – Toer-bob (kvinder)
Bobslædekonkurrencen i Toer-bob for kvinder ved vinter-OL 2022 bliver afholdt den 18. og 19. februar 2022, i Xiaohaituo Bobsleigh and Luge Track i Yanqing-distriktet i Beijing.
Kaillie Humphries kom som den forsvarende verdensmester fra 2021. Stephanie Schneider og Laura Nolte er henholdsvis sølv- og bronzevindere.

## Resultater
| Rangering                        | Bib | Atleter                               | Land                      | Løb 1      | Rangering | Løb 2      | Rangering | Løb 3      | Rangering | Løb 4   | Rangering | Total   | Behind |
| -------------------------------- | --- | ------------------------------------- | ------------------------- | ---------- | --------- | ---------- | --------- | ---------- | --------- | ------- | --------- | ------- | ------ |
| 1                                | 4   | Laura Nolte Deborah Levi              | Tyskland                  | 1:01.04 TR | 1         | 1:01.01 TR | 1         | 1:00.70 TR | 1         | 1:01.21 | 2         | 4:03.96 |        |
| 2. plads, sølvmedaljemodtager(e) | 9   | Mariama Jamanka Alexandra Burghardt   | Tyskland                  | 1:01.10    | 2         | 1:01.45    | 2         | 1:00.98    | 2         | 1:01.20 | 1         | 4:04.73 | +0.77  |
| 3                                | 8   | Elana Meyers Taylor Sylvia Hoffman    | USA                       | 1:01.26    | 3         | 1:01.53    | 3         | 1:01.13    | 3         | 1:01.56 | 3         | 4:05.48 | +1.52  |
| 4                                | 5   | Kim Kalicki Lisa Buckwitz             | Tyskland                  | 1:01.61    | 6         | 1:01.78    | 5         | 1:01.30    | 4         | 1:01.59 | 5         | 4:06.28 | +2.32  |
| 5                                | 6   | Christine de Bruin Kristen Bujnowski  | Canada                    | 1:01.45    | 5         | 1:01.76    | 4         | 1:01.43    | 5         | 1:01.73 | 6         | 4:06.37 | +2.41  |
| 6                                | 11  | Melanie Hasler Nadja Pasternack       | Schweiz                   | 1:01.65    | 7         | 1:01.85    | 6         | 1:01.77    | 7         | 1:01.56 | 3         | 4:06.83 | +2.87  |
| 7                                | 7   | Kaillie Humphries Kaysha Love         | USA                       | 1:01.41    | 4         | 1:01.97    | 9         | 1:01.75    | 6         | 1:01.91 | 8         | 4:07.04 | +3.08  |
| 8                                | 13  | Cynthia Appiah Dawn Richardson Wilson | Canada                    | 1:01.75    | 8         | 1:01.89    | 7         | 1:01.95    | 10        | 1:01.93 | 9         | 4:07.52 | +3.56  |
| 9                                | 10  | Nadezhda Sergeeva Yulia Belomestnykh  | Ruslands Olympiske Komité | 1:02.04    | 16        | 1:01.90    | 8         | 1:02.34    | 18        | 1:01.83 | 7         | 4:08.11 | +4.15  |
| 10                               | 16  | Katrin Beierl Jennifer Onasanya       | Østrig                    | 1:01.91    | 13        | 1:02.12    | 12        | 1:01.89    | 9         | 1:02.32 | 16        | 4:08.24 | +4.28  |
| 11                               | 1   | Huai Mingming Wang Xuan               | Kina                      | 1:01.88    | 11        | 1:02.17    | 14        | 1:02.11    | 12        | 1:02.10 | 12        | 4:08.26 | +4.30  |
| 12                               | 12  | Melissa Lotholz Sara Villani          | Canada                    | 1:02.12    | 18        | 1:02.09    | 10        | 1:01.85    | 8         | 1:02.31 | 15        | 4:08.37 | +4.41  |
| 13                               | 3   | Margot Boch Carla Sénéchal            | Frankrig                  | 1:01.90    | 12        | 1:02.32    | 17        | 1:02.20    | 15        | 1:01.97 | 10        | 4:08.39 | +4.43  |
| 14                               | 15  | Ying Qing Du Jiani                    | Kina                      | 1:01.92    | 14        | 1:02.19    | 15        | 1:02.29    | 17        | 1:02.09 | 11        | 4:08.49 | +4.53  |
| 15                               | 20  | An Vannieuwenhuyse Sara Aerts         | Belgien                   | 1:02.08    | 17        | 1:02.12    | 12        | 1:02.11    | 12        | 1:02.27 | 14        | 4:08.58 | +4.62  |
| 16                               | 19  | Breeana Walker Kiara Reddingius       | Australien                | 1:01.98    | 15        | 1:02.11    | 11        | 1:02.04    | 11        | 1:02.51 | 20        | 4:08.64 | +4.68  |
| 17                               | 18  | Mica McNeill Montell Douglas          | Storbritannien            | 1:02.19    | 19        | 1:02.35    | 18        | 1:02.17    | 14        | 1:02.14 | 13        | 4:08.85 | +4.89  |
| 18                               | 14  | Andreea Grecu Katharina Wick          | Rumænien                  | 1:01.82    | 9         | 1:02.47    | 20        | 1:02.25    | 16        | 1:02.44 | 18        | 4:08.98 | +5.02  |
| 19                               | 2   | Anastasiia Makarova Elena Mamedova    | Ruslands Olympiske Komité | 1:01.83    | 10        | 1:02.29    | 16        | 1:02.48    | 20        | 1:02.49 | 19        | 4:09.09 | +5.13  |
| 20                               | 17  | Martina Fontanive Irina Strebel       | Schweiz                   | 1:02.48    | 20        | 1:02.35    | 18        | 1:02.35    | 19        | 1:02.41 | 17        | 4:09.59 | +5.63  |